# Платоново (Псковская область)
Плато́ново — деревня в Великолукском районе Псковской области России. Входит в состав Пореченской волости.

## География
Расположена в центре района на реке Сверетица, в 8 км к западу от волостного центра Купуй и в 18 км к юго-западу от райцентра Великие Луки. С запада примыкает железнодорожная станция Чернозём (на участке Великие Луки — Невель).

## Население
| 2001 | 2002 | 2010 |
| ---- | ---- | ---- |
| 123  | ↘108 | ↘100 |

Численность населения деревни по оценке на начало 2001 года составляла 123 жителя.

## История
С января 1995 до декабря 2014 года деревня входила в состав ныне упразднённой Купуйской волости.